# Chthonius concii
Chthonius concii är en art av spindeldjur som beskrevs av Max Beier 1953. Den ingår i släktet Chthonius och familjen käkklokrypare. Inga underarter finns listade i Catalogue of Life.